# 蘇壯
蘇壯（？年—？年），號洹水，山东東昌府濮州人。明末政治人物。

## 生平
天啓七年（1627年）丁卯科山东乡试舉人，崇祯四年（1631年）成辛未科进士，刑部观政，授内黄县知县，调濬县，十年行取入京，十一年考选，授蘇州府海防同知，升開封知府，后官至河南大梁道副使。崇祯十五年四月，李自成再攻開封，七月明军大败于朱仙镇，河南巡抚高名衡、总兵陈永福与监司梁炳、苏壮、吴士讲、同知苏茂灼、通判彭士奇、推官黄澍等人坚守開封。